# Roy Aitken
Robert Sime „Roy“ Aitken (* 24. November 1958 in Irvine, Schottland) ist ein ehemaliger Fußballspieler (Mittelfeld) und heutiger Fußballtrainer. Er war 14 Jahre für Celtic Glasgow aktiv (von 1987 bis 1990 als Kapitän) und spielte außerdem für Newcastle United, FC St. Mirren und FC Aberdeen. Mit der schottischen Nationalmannschaft nahm er an den Fußball-Weltmeisterschaften 1986 und 1990 teil, schied mit dieser jedoch jeweils in der Vorrunde aus.
Seit dem Ende seiner aktiven Karriere ist er als Trainer tätig. Von 1995 bis 1997 trainierte er den FC Aberdeen, mit dem er 1996 den schottischen Ligapokal gewann. Im Juni 2003 wurde er unter David O’Leary Co-Trainer bei Aston Villa in Birmingham. Nach einem Angebot des schottischen Fußballverbandes beendete er seine Tätigkeit bei Aston Villa, um von Januar 2006 bis November 2007 Co-Trainer der schottischen Nationalmannschaft zu sein, bis er Alex McLeish nach Birmingham City folgte, wo Aitken weiterhin als sein Co-Trainer tätig war. Im Juli 2010 verließ er Birmingham City wieder, um beim al-Ahli Club in Dubai bis Mai 2011 als Co-Trainer zu arbeiten.